# Saab 98

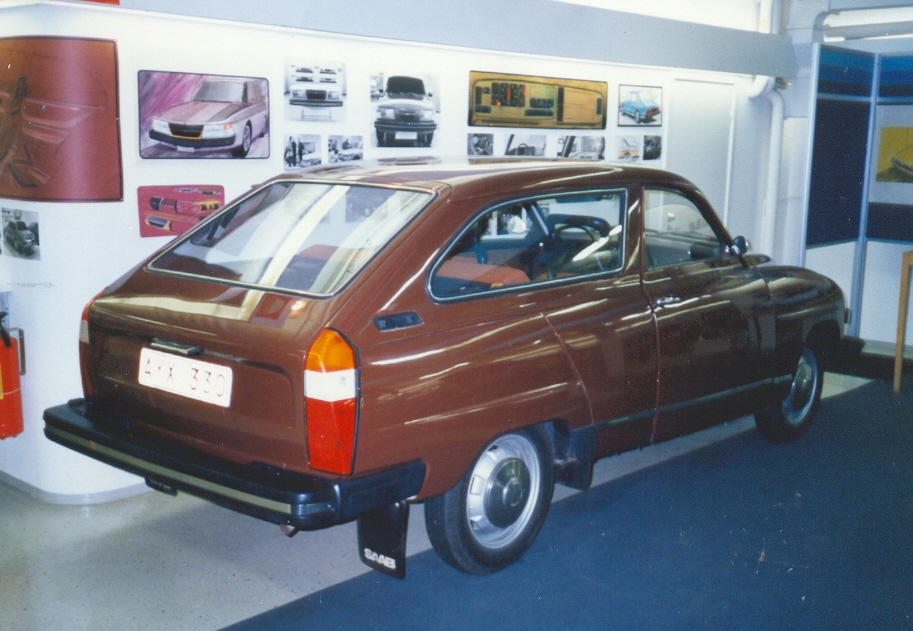

De Saab 98 (interne codenaam X14) was een prototype van de Zweedse autofabrikant Saab uit 1974 dat ontworpen werd door Björn Envall als shooting brake op basis van de Saab 95. Het prototype werd geassembleerd door Sergio Coggiola, die al aan de Saab Sonett III had gewerkt.
Er werden slechts enkele testauto's gebouwd tot 1976 voordat het project werd stopgezet toen Saab besloot dat er geen ruimte op de markt was voor een auto tussen de Saab 95 en Saab 99.
De enige overgebleven Saab 98 bevindt zich in het Saab Museum in Trollhättan.